# Машкова, Мария Владимировна
Мария Владимировна Машко́ва (род. 19 апреля 1985, Новосибирск, РСФСР, СССР) — российская актриса театра и кино.

## Биография

### Ранние годы
Родилась 19 апреля 1985 года в Новосибирске. Отец — Владимир Машков (род. 1963), народный артист Российской Федерации (2011). Мать — Елена Шевченко (род. 1964), актриса и режиссёр, работала в Московском академическом театре имени Владимира Маяковского.
С раннего детства (с одного месяца от роду), когда родители уехали в Москву учиться в театральных вузах, и до восьмилетнего возраста Мария Машкова жила в авиагородке под Новосибирском с бабушкой Валентиной (работала педагогом этики и эстетики в школе стюардесс) и дедом Павлом (по линии матери), лётчиком. Родители развелись, когда ей было два года. После развода отец продолжал участвовать в воспитании дочери, вступил в следующий брак. Мать тоже во второй раз вышла замуж и родила двух сыновей — Никиту (род. 1994) и Всеволода (род. 2002).

### Карьера
В 1992 году Мария Машкова переехала жить к матери в Москву, где в возрасте семи лет впервые вышла на театральную сцену. Она сыграла небольшую роль на сцене Московского академического театра имени Владимира Маяковского, в котором играла её мать, в спектакле «Виктория?..» по пьесе Теренса Реттигена (режиссёр — Андрей Гончаров), главные роли в котором исполняли Наталья Гундарева и Армен Джигарханян. В 2002 году, когда училась в одиннадцатом классе средней школы с этнокультурным уклоном, в этом же театре сыграла главную роль Хильды в спектакле «Строитель Сольнес» по одноимённой пьесе Генрика Ибсена режиссёра Татьяны Ахрамковой.
В кино дебютировала в одиннадцать лет в фильме Владимира Грамматикова «Маленькая принцесса» (1997), в котором сыграла роль вредной девочки Лавинии. В 1998 году вместе с матерью снялась в комедии Максима Пежемского «Мама не горюй» в роли хулиганки Маши. В 1999 году вышел фильм Валерия Ахадова «Женщин обижать не рекомендуется», в котором Машкова сыграла дочь главной героини.
В 2002 году, после окончания средней школы с серебряной медалью, поступила одновременно в Российскую экономическую академию имени Г. В. Плеханова на экономический факультет и в Щукинское училище, но, удостоверившись, что может самостоятельно поступить в театральный вуз, выбрала экономику. Проучившись в академии два месяца, втайне от родителей приняла решение перейти на актёрский факультет Высшего театрального училища имени Б. В. Щукина (художественный руководитель курса — Владимир Поглазов), которое окончила в 2006 году уже как Театральный институт имени Бориса Щукина.
В 2006 году была принята в труппу Московского государственного театра «Ленком». Уволилась в 2010 году перед рождением дочери.
В кино поначалу играла небольшие роли, в том числе в фильме Владимира Машкова «Папа» (2004). Известность пришла после роли Марии Тропинкиной в телесериале «Не родись красивой» (2005—2006).
Эмигрировала в США после вторжения России в Украину в 2022 году, получила американское гражданство и «окончательно отреклась от отца».

### Личная жизнь
Первый муж (с 2005 года по апрель 2009 года) — Артём Семакин (род. 12 июля 1980), актёр театра и кино. Они встретились на съемках «Не родись красивой». Машкова была свободна, а Семакин был женат на актрисе Анастасии Миляевой и у них росла дочь София. В 2005 году поженились тайно.
Второй муж (с сентября 2009 года) — Александр Слободяник-младший, сын пианиста, заслуженного артиста РСФСР Александра Слободяника (1941—2008). Пианист, бизнесмен, владелец сети магазинов по продаже музыкальных инструментов, сценарист, кинопродюсер, актёр.
Дочери — Стефания (род. 6 июня 2010), Александра (род. 12 марта 2012).

## Работы

### Театр
Московский академический театр имени Владимира Маяковского
- 1992 — «Виктория?..» по пьесе Теренса Реттигена (режиссёр — Андрей Гончаров) —
- 2002 — «Строитель Сольнес» по одноимённой пьесе Генрика Ибсена (режиссёр — Татьяна Ахрамкова[5]; премьера — 3 апреля 2002 года) — фрекен Хильда Вангель, дочь окружного врача в Люсангере[4]

Театр «Практика» (Москва)
- 2005 — «Три действия по четырём картинам» по одноимённой пьесе Вячеслава Дурненкова (режиссёр — Михаил Угаров) — Соня[16]Мария Машкова в моно-спектакле «Надеждины». Израиль, JaffaFest фестиваль (2024)

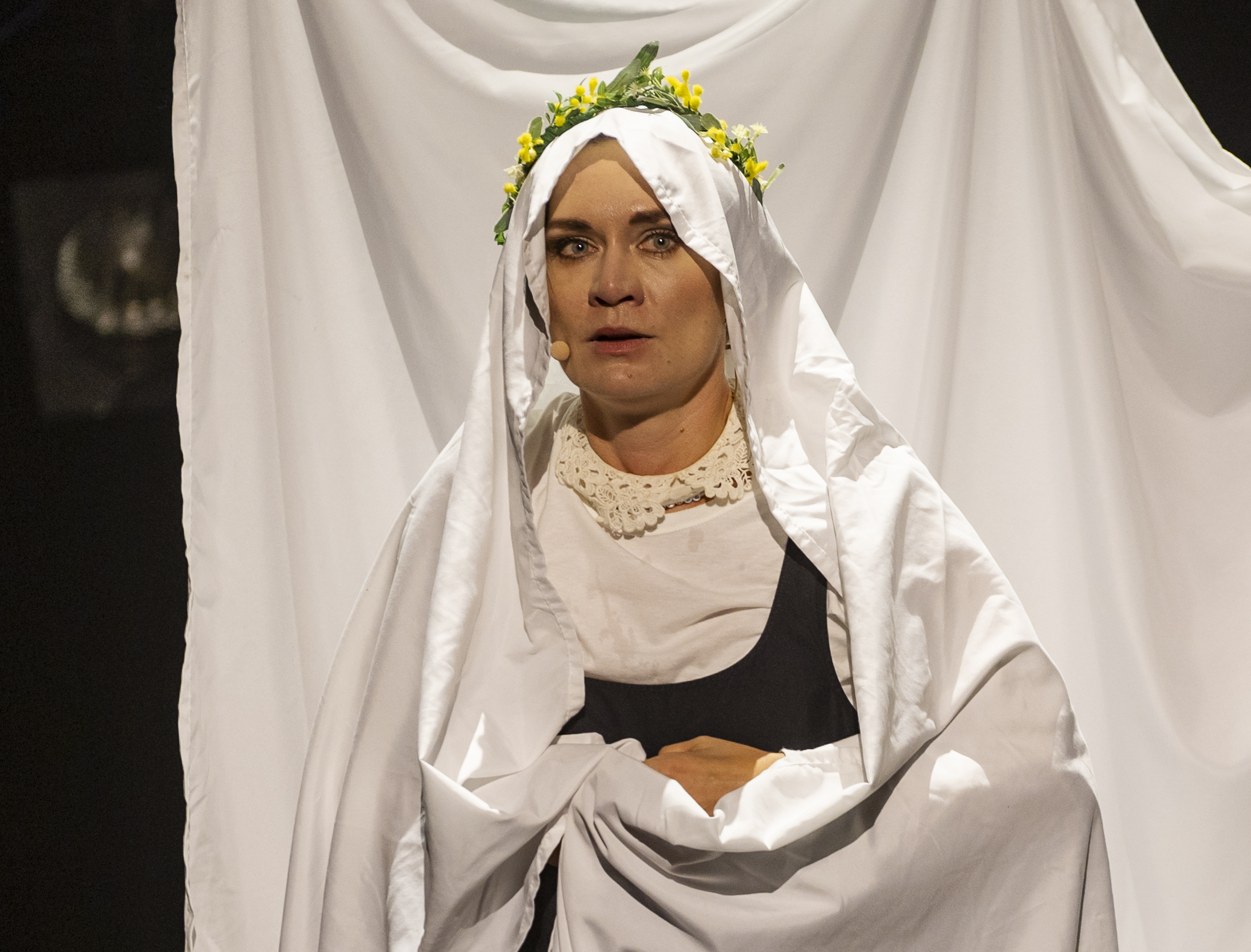
Мария Машкова в моно-спектакле «Надеждины». Израиль, JaffaFest фестиваль (2024)

Московский государственный театр «Ленком»
- 2006 — «Варвар и еретик» по роману «Игрок» Ф. М. Достоевского (режиссёр-постановщик — Марк Захаров; премьера — май 1997 года; снят с репертуара в 2008 году) — мадемуазель Бланш де Коменж (mademoiselle Blanche de Cominges), француженка (ввод)
- 2006 — «Тартюф» по комедийной пьесе «Тартюф, или Обманщик» Мольера (режиссёр — Владимир Мирзоев; премьера — 19 декабря 2006 года) — Эльмира, жена Оргона, сестра Клеанта
- 2009 — «Вишнёвый сад» по одноимённой пьесе А. П. Чехова (режиссёр — Марк Захаров; премьера — 23 сентября 2009 года) — Шарлотта Ивановна, гувернантка[17]

«Открытый театр Юлия Малакянца» (Москва)
- 2006 — «Вольный стрелок Кречинский», антрепризный спектакль по мотивам комедии «Свадьба Кречинского» Александра Сухово-Кобылина и оперы «Вольный стрелок» Карла Марии фон Вебера (режиссёр — Татьяна Ахрамкова; премьера состоялась 24 апреля 2006 года на сцене Московского драматического театра имени К. С. Станиславского) — Лидочка Муромская, дочь зажиточного ярославского помещика Петра Константиновича Муромского[18][19]

«Театр.doc» (Москва)
- 2007 — «Штирлиц идёт по коридору. — По какому коридору? — По нашему коридору…», антрепризный[2] спектакль по пьесе Аллы Соколовой «Фантазии Фарятьева» («Другой театр»[20], «Театр.doc», Москва[2][21]; режиссёр — Елена Шевченко) — Александра / Любовь

Моноспектакль «Надеждины» (2024)— режиссер Егор Баранов и драматург Арсений Фарятьев, основан на дневниковых записях Меланьи Зеленской, прапрабабушки Марии Машковой.

### Фильмография
- 1997 — Маленькая принцесса — Лавиния, вредная девочка
- 1998 — Мама, не горюй — девочка
- 1999 — Женщин обижать не рекомендуется — Анюта, дочь Веры
- 2002 — Next 2 — Светлана
- 2004 — Легенда о Кащее — Баба-яга (молодая)
- 2004 — Папа — студентка в общежитии
- 2005 — Мама, не горюй 2 — Олеся, солистка музыкальной группы «Штучки»
- 2005 — Талисман любви — Стеша Ковригина, служанка в доме Уваровых, младшая дочь Ульяны Ковригиной
- 2005—2006 — Не родись красивой — Мария Тропинкина, секретарь на ресепшене в компании «Зималетто», позже секретарь президента компании
- 2006 — Всё смешалось в доме — Юля, сестра жены Бобова
- 2007 — Седьмой лепесток — Вера Сергеевна
- 2008 — Закрытые пространства — Вика Соболь, разносчица пиццы
- 2008 — Наследство — Нина Опятко, девушка Константина
- 2008 — Прилетит вдруг волшебник — Галя
- 2009 — Горячие новости — Екатерина Вербицкая, капитан, пресс-секретарь ГУВД
- 2009 — Одержимый (Джек-Потрошитель) — Жанна Клеменко, журналист, репортёр криминальной хроники газеты «Преступный мир»
- 2009 — Операция «Праведник» (Чёртова дюжина) — Лиля, дьяволица, дочь чёрта Вилли
- 2010 — Про любоff — Рита, подруга Даши
- 2011 — Чёрная метка — Жанна Изотова
- 2011 — Забытый — Людмила Мишина, второй секретарь горкома ВЛКСМ областного городка
- 2012 — 2013 — Вероника — Зоя
- 2012 — Степные дети — Полина, продавщица
- 2012 — Моя большая семья — Маргарита
- 2012 — Иван и Толян — Мила
- 2012 — Охота на гауляйтера — Мария Архипова, антифашистка-подпольщица (прототип — Мария Борисовна Осипова)
- 2013 — Идеальный брак — Наталья Феоктистова, маркетолог
- 2013 — Жить дальше — Вера Воробьёва, патронажная сестра службы «Сочувствие», сестра-близнец Елены / Елена Воробьёва, сестра-близнец Веры[23]
- 2013 — Бывшая жена (серия № 5) — Светлана, мать Саши
- 2014 — Бедная Liz (Россия, Украина) — Елизавета Соколова, кубанская казачка
- 2015 — Побег из Москвабада — Мария Ласточкина, инспектор ФМС по городу Москве, руководитель опергруппы по выявлению незаконно проживающих мигрантов[24]
- 2015 — Любить нельзя ненавидеть — Алина Сабурова, прокурор, жена адвоката Дмитрия Сабурова
- 2016 — Вышибала — Ольга Андреевна Малинина, капитан полиции, старший следователь следственного департамента МВД
- 2017 — Родные люди — Маргарита, медсестра, старшая дочь капитана Галины Быковой
- 2017 — МакМафия — Маша Попова
- 2017—2021 — Света с того света — Светлана Цветкова, выпускница медицинского училища, инвалид-колясочник / Светозара, маг-биоэнерготерапевт[25]
- 2017 — Идеальный враг — Вероника Андреевна Нестеренко, капитан полиции, следователь, сотрудник следственного управления[26]
- 2018 — Лапси — Вера Павловна Бойко, эпидемиолог-вирусолог, сотрудник НИИ вирусологии
- 2020 — Перевод с немецкого — Ирина Яновна Воскресенская, преподаватель немецкого языка на филологическом факультете МГУ[27]
- 2020 — Игрушка — Алиса Савельева, врач-психотерапевт[28]
- 2020 — Окаянные дни (новелла № 5 «Мать») — Вика, дочь Аллы Григорьевны
- 2020 — Мятеж — Екатерина Михайловна Милева
- 2021 — Крепостная — Рогнеда Васильевна Безус[29]
- 2021 — Котейка — Екатерина Андреевна Благова, врач-ветеринар, сотрудник частной ветеринарной клиники[30]
- 2022 — Женщина в состоянии развода — Вера Никифорова, стоматолог
- 2022 — ЮЗЗЗ — Полина
- 2023 — Ради всего человечества (США) — Светлана Захарова
- 2024 — Международная космическая станция (США) — Вероника «Ника» Ветрова, русский космонавт
- 2024 — Женщина в озере (США) — миссис Завадски
- 2024 — Лимонов, баллада об Эдичке  — Анна

### Реклама
- 2017 — вместе со отцом, являющимся главным рекламным лицом ПАО «ВТБ 24», снялась в двух видеороликах рекламной кампании «Простые истины» банка, снятых в жанре магического реализма[31]. Съёмки проходили в Португалии[2].

## Общественная позиция
Выступила против вторжения России на Украину, о чём заявила в эфире CNN. 22 марта 2022 года телеканал РБК сообщил, что «актриса Мария Машкова, живущая в США, назвала происходящее на Украине немыслимым», а «её отец Владимир Машков, поддерживающий российскую спецоперацию, призвал дочь „быть хорошей россиянкой“ и „попросить прощения за предательство“».
Машкова рассказала в интервью Юрию Дудю, что отказалась от работ для телеканала «Россия 1».

## Награды
- 2009 — лауреат молодёжной негосударственной российской премии «Триумф» в области высших достижений литературы и искусства за 2009 год[33].
- 2015 — приз «Лучшая женская роль в полнометражном игровом фильме» на XI Казанском международном фестивале мусульманского кино — за роль Марии Ласточкиной в полнометражном художественном фильме «Побег из Москвабада» режиссёра Дарьи Полторацкой[24].